# Alvydas Katinas
Alvydas Katinas (* 29. Januar 1960 in Utena) ist ein litauischer linker Politiker, ehemaliger Bürgermeister der Rajongemeinde Utena.

## Biografie
Nach dem Abitur 1978 an der 2. Mittelschule Utena absolvierte er 1982 das Studium der Lituanistik am Vilniaus pedagoginis institutas und wurde Lehrer. Von 1982 bis 1987 arbeitete er in der Mittelschule Leliūnai.
Von 2001 bis 2003 war er stellvertretender Bürgermeister von Utena. Seit 2003 ist er Bürgermeister der Rajongemeinde. Im März 2015 wurde er zum Bürgermeister bei den direkten Wahlen der litauischen Bürgermeister mit der Stimmenmehrheit von 65,86 % schon im ersten Wahlgang gewählt.
Er ist Mitglied der LSDP.

## Bibliografie
- Wände aus Wind (Gedichte)  // Sienos iš vėjo, eilėraščiai, 2006